# Восстание Шейса
Восстание Шейса (англ. Shays's Rebellion) — вооружённое восстание в центральном и западном Массачусетсе (в основном в Спрингфилде) с 1786 по 1787 год. Возглавил восстание капитан Дэниел Шейс (1747 — 29 сентября 1825), ветеран Войны за независимость США, этнический ирландец. Повстанцы требовали отмены всех долгов, равного распределения земель и имущества, справедливого судопроизводства и принятия налоговых и законодательных мер.

## Предпосылки
Тяжелое экономическое положение после Войны за независимость вызвало рост недовольства в народе. Особенно острая ситуация сложилась в штатах Новой Англии, где преобладало маломощное фермерское хозяйство. Как и в период массовых выступлений кануна войны за независимость, недовольные существующим положением фермеры устраивали собрания, на которых принимались петиции, излагавшие их жалобы и требования. Ни одна из этих петиций не была удовлетворена. Тогда решено было обратиться к оружию. Обстановка накалилась к концу сентября 1786 году, когда в Спрингфилде была назначена сессия Верховного суда штата по взысканию долгов, а также для рассмотрения дел по обвинению в мятежных действиях руководителей и участников повстанческого движения.

## Ход восстания
Восстание началось 29 августа 1786 года. Федеральное правительство не смогло набрать солдат в армию из-за отсутствия денег, поэтому лидеры Массачусетса решили действовать самостоятельно. 4 января 1787 года губернатор Боудойн предложил создать ополчение, финансируемое частными лицами. Бывший генерал Континентальной армии Бенджамин Линкольн запросил средства и к концу января собрал более 6000 фунтов стерлингов от более чем 125 торговцев. 3000 ополченцев, набранных в эту армию, почти полностью были выходцами из восточных графств Массачусетса. 19 января они двинулись в Вустер. Генерал Шепард завладел арсеналом по приказу губернатора Боудойна и использовал его арсенал для вооружения отряда ополчения численностью 1200 человек.
Пока собирались правительственные силы, Шейс, Дэй и другие лидеры повстанцев на западе организовали свои силы, создав региональные полковые организации, которыми управляли демократически избранные комитеты. Их первой крупной целью стал федеральный арсенал в Спрингфилде. Повстанцы были разделены на три основные группы и намеревались одновременно окружить и атаковать арсенал. У Шейса была одна группа к востоку от Спрингфилда, у Люка Дэя был второй отряд за рекой Коннектикут в Западном Спрингфилде. Третья группа Илая Парсонса располагалась к северу, в Чикопи. Первоначально повстанцы планировали нападение на 25 января. В последний момент Дэй изменил эту дату и отправил Шейсу письмо, в котором указывалось, что он не будет готов к атаке до 26 января. Сообщение Дэя было перехвачено людьми Шепарда. Таким образом, ополченцы Шейса и Парсонса подошли к арсеналу 25-го числа, не зная, что у них не будет поддержки с запада, и обнаружили, что их ждет ополчение Шепарда. Шепард приказал произвести предупредительные выстрелы над головами людей Шейса. Затем он приказал двум пушкам выстрелить картечью. Четверо повстанцев были убиты и 20 ранены. Наступление повстанцев провалилось, и большая часть их сил бежала на север. И люди Шейса, и люди Дэя в конечном итоге собрпались в Амхерсте, штат Массачусетс.
Генерал Линкольн немедленно начал марш на запад от Вустера с 3000 человек. Повстанцы в основном двинулись на север и восток и в конечном итоге основали лагерь в Питершаме, штат Массачусетс. По пути они совершили набег на магазины местных торговцев в поисках припасов и взяли некоторых торговцев в заложники. Линкольн преследовал их и 2 февраля достиг Пелхэма, штат Массачусетс, примерно в 20 милях (32 км) от Питершема. В ночь с 3 на 4 февраля он повел свое ополчение форсированным маршем в Петершам сквозь сильную метель и прибыл рано утром. Они застали лагерь повстанцев врасплох, заставив тех бежать. Большая часть руководителей бежала на север, в Нью-Гемпшир и Вермонт, где они нашли убежище, несмотря на неоднократные требования вернуть их в Массачусетс для суда.
К июню 1787 года более тысячи повстанцев были арестованы.
Восстание Шейса заставило правительство пересмотреть статьи Конфедерации. Шейс был приговорён к смертной казни, но помилован.